# Jordanésia
Jordanésia é um distrito do município brasileiro de Cajamar, que integra a Região Metropolitana de São Paulo.

## História

### Origem
Jordanésia teve origem no povoado de Santa Cruz dos Tabuões, que na época em que pleiteava a elevação à distrito possuía 110 residências, 9 estabelecimentos comerciais e de serviços, além de 4 estabelecimentos industriais.
O Deputado Estadual Leôncio Ferraz Júnior e o Presidente da Assembleia Legislativa Cyro Albuquerque foram os responsáveis por toda mão de obra política e jurisprudência formada para a concretização da criação do distrito.
Por solicitação dos moradores, o distrito passou a se chamar Jordanésia, denominação criada pelo Padre Mourtinho, precursor da Faculdade Anchieta de Jundiaí, compondo o binômio JORDANO / ANÉSIA, nome dos loteadores do condomínio Penteado.
Seu desenvolvimento foi favorecido por estar às margens da Rodovia Anhanguera, entre os km 39 e 40, que permitiu a concretização do povoamento em bases urbanas, e principalmente porque foi instalada no local uma indústria de conservas alimentícias (Etti), atraindo muita mão de obra. 

### Formação administrativa
- O distrito foi criado pela Lei n° 8.092 de 28/02/1964, com sede no povoado de Santa Cruz dos Tabuões e com território desmembrado do distrito da sede do município de Cajamar[6][7].

## Geografia

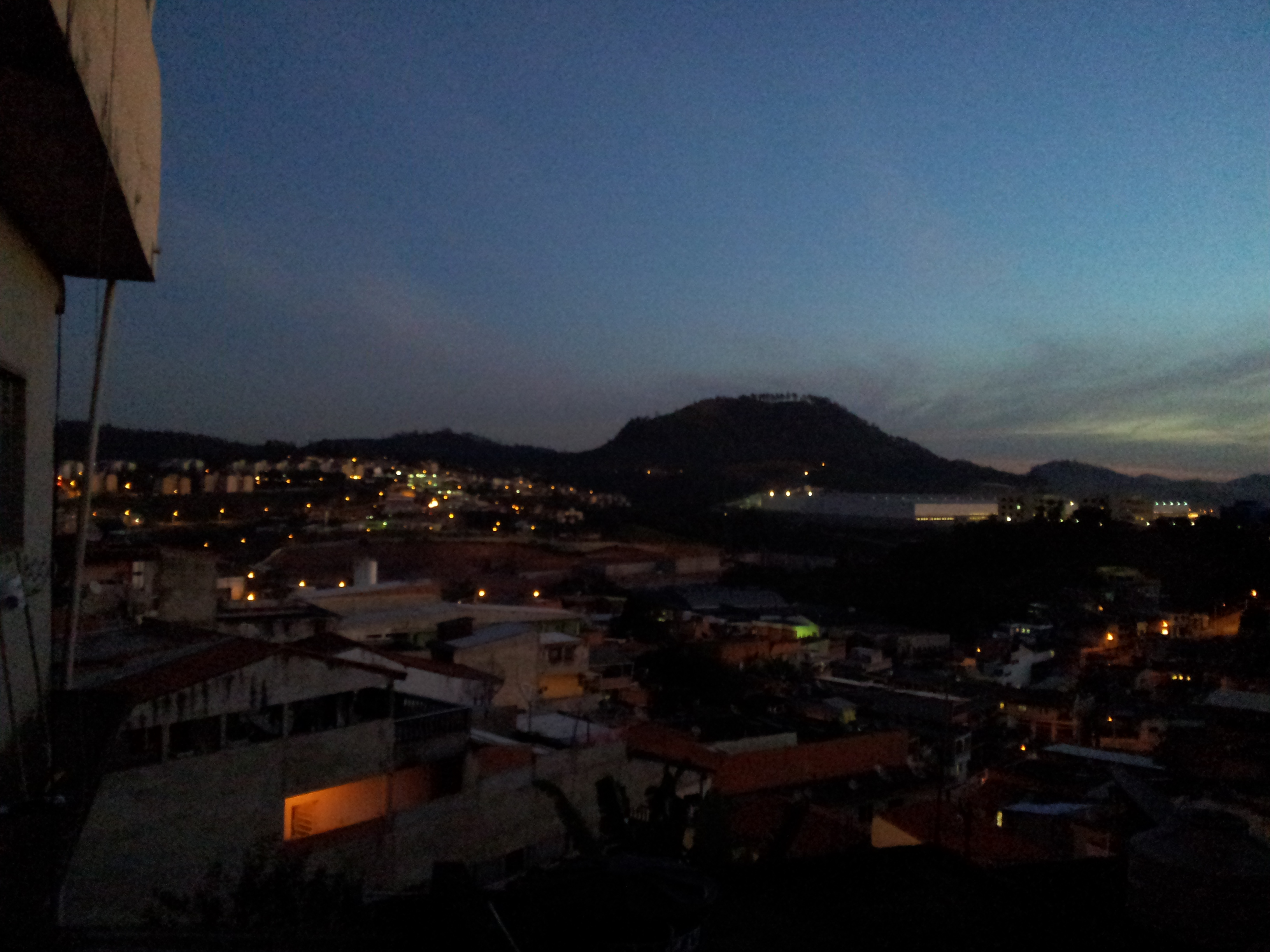
Aspecto local.

### Localização
Jordanésia localiza-se na divisa do município de Cajamar com os municípios de Caieiras e Franco da Rocha.

### Demografia

#### População urbana
| Crescimento população urbana | Crescimento população urbana | Crescimento população urbana | Crescimento população urbana |
| Censo                        | Pop.                         |                              | %±                           |
| ---------------------------- | ---------------------------- | ---------------------------- | ---------------------------- |
| 1970                         | 1 740                        |                              | —                            |
| 1980                         | 8 915                        |                              | 412,4%                       |
| 1991                         | 13 385                       |                              | 50,1%                        |
| 2000                         | 20 949                       |                              | 56,5%                        |
| 2010                         | 24 313                       |                              | 16,1%                        |
| Fonte: IBGE e Fundação SEADE |                              |                              |                              |

#### População total
Pelo Censo 2010 (IBGE) a população total do distrito era de 25 341 habitantes.

### Área territorial
A área territorial do distrito é de 33,633 km².

### Bairros

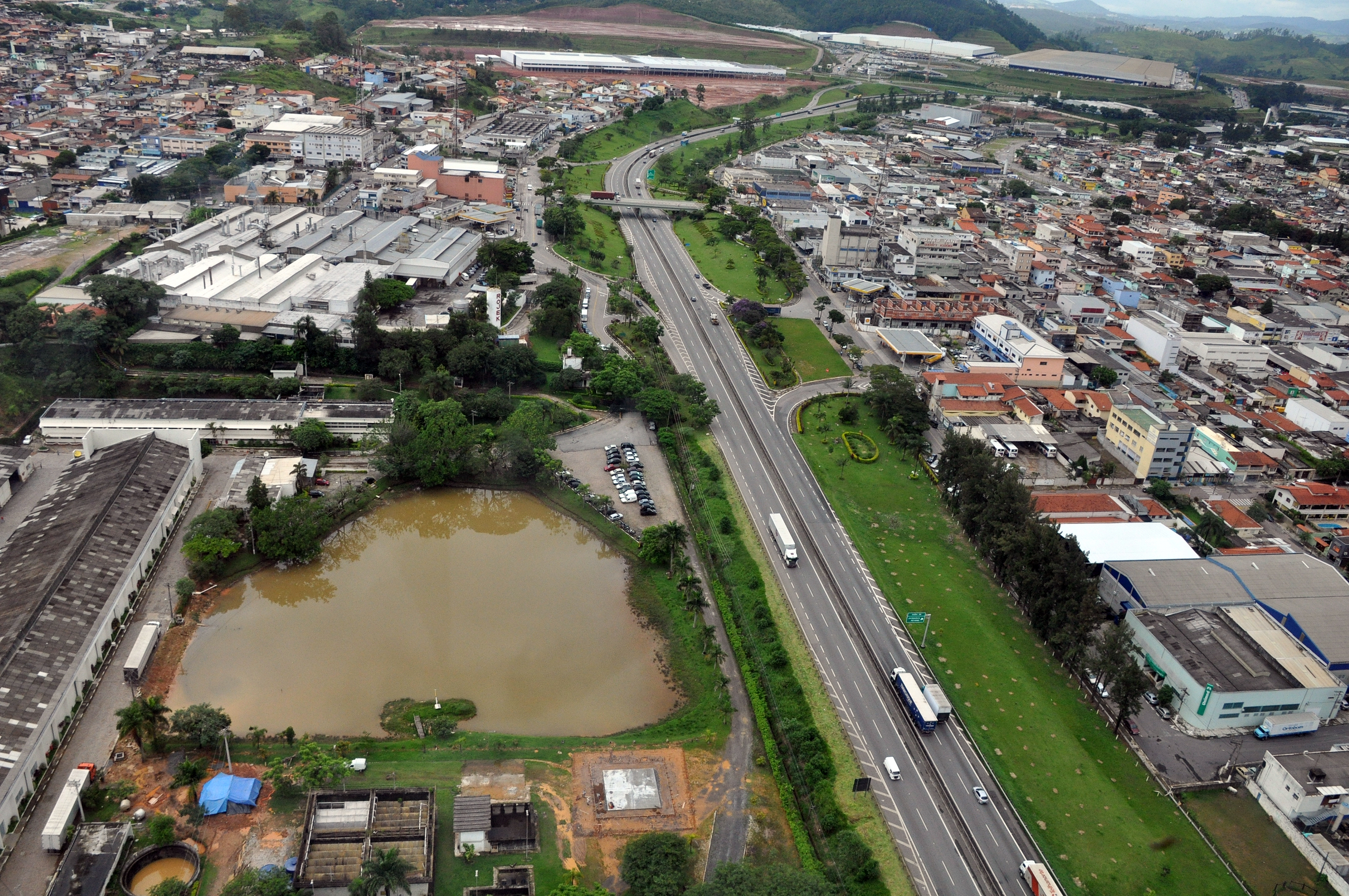
Vista aérea do km 39 da Via Anhanguera em Jordanésia.

Principais bairros e loteamentos do distrito:

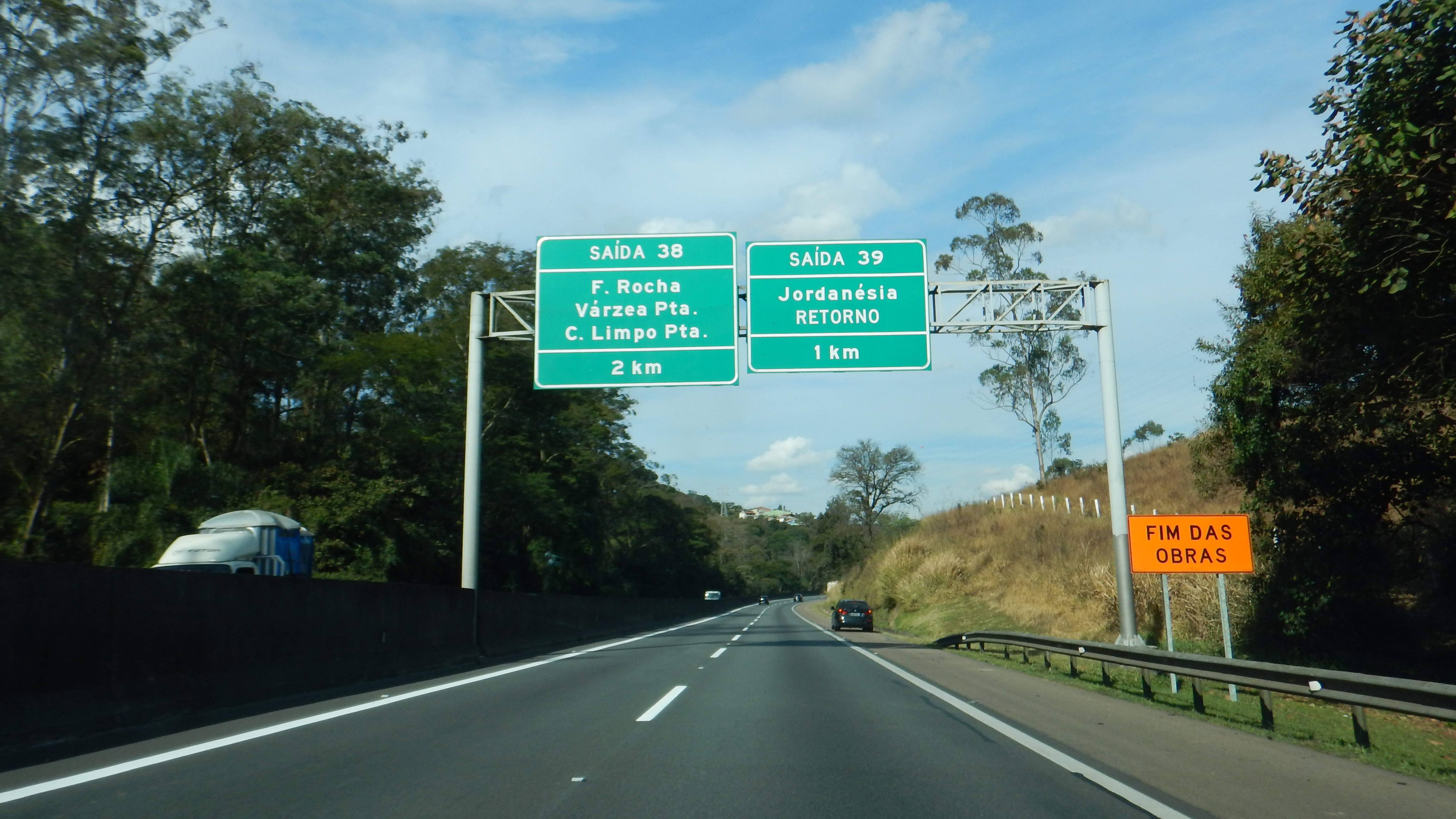
Acesso pela Via Anhanguera.

- Jordanésia
- Alpes dos Araçás
- Bairro Gato Preto
- Empresarial Paineira
- Jardim Maria Luíza
- Parques São Roberto (I e II)
- Altos de Jordanésia
- Serra dos Cristais
- Jardim Santa Terezinha
- Empresarial Paoletti
- Jardim São Benedito
- Empresarial do Bosque
- Jardim das Torres
- Serra dos Lagos
- São Jorge
- Empresarial Bandeirantes
- Empresarial Anhanguera
- Roseira (rural)

### Rodovias
Os principais acessos ao distrito são a Rodovia Anhanguera (SP-330) e a Rodovia dos Bandeirantes (SP-348), além da Rodovia Edgard Máximo Zambotto (SP-354).

### Clima
| Dados climatológicos para Cajamar (Jordanésia) | Dados climatológicos para Cajamar (Jordanésia) | Dados climatológicos para Cajamar (Jordanésia) | Dados climatológicos para Cajamar (Jordanésia) | Dados climatológicos para Cajamar (Jordanésia) | Dados climatológicos para Cajamar (Jordanésia) | Dados climatológicos para Cajamar (Jordanésia) | Dados climatológicos para Cajamar (Jordanésia) | Dados climatológicos para Cajamar (Jordanésia) | Dados climatológicos para Cajamar (Jordanésia) | Dados climatológicos para Cajamar (Jordanésia) | Dados climatológicos para Cajamar (Jordanésia) | Dados climatológicos para Cajamar (Jordanésia) | Dados climatológicos para Cajamar (Jordanésia) |
| Mês                                            | Jan                                            | Fev                                            | Mar                                            | Abr                                            | Mai                                            | Jun                                            | Jul                                            | Ago                                            | Set                                            | Out                                            | Nov                                            | Dez                                            | Ano                                            |
| ---------------------------------------------- | ---------------------------------------------- | ---------------------------------------------- | ---------------------------------------------- | ---------------------------------------------- | ---------------------------------------------- | ---------------------------------------------- | ---------------------------------------------- | ---------------------------------------------- | ---------------------------------------------- | ---------------------------------------------- | ---------------------------------------------- | ---------------------------------------------- | ---------------------------------------------- |
| Temperatura máxima média (°C)                  | 26,5                                           | 26,3                                           | 25,7                                           | 24                                             | 22,1                                           | 21,1                                           | 20,9                                           | 22                                             | 23,1                                           | 23,9                                           | 24,9                                           | 25,5                                           | 23,8                                           |
| Temperatura média (°C)                         | 21,5                                           | 21,5                                           | 20,9                                           | 18,9                                           | 16,8                                           | 15,6                                           | 15,1                                           | 16,2                                           | 17,5                                           | 18,7                                           | 19,9                                           | 20,6                                           | 18,6                                           |
| Temperatura mínima média (°C)                  | 16,6                                           | 16,8                                           | 16,1                                           | 13,9                                           | 11,5                                           | 10,1                                           | 9,3                                            | 10,4                                           | 11,9                                           | 13,5                                           | 14,9                                           | 15,7                                           | 13,4                                           |
| Precipitação (mm)                              | 232                                            | 211                                            | 158                                            | 62                                             | 52                                             | 48                                             | 35                                             | 35                                             | 66                                             | 125                                            | 135                                            | 201                                            | 1 360                                          |
| Fonte: Climate-Data.org                        |                                                |                                                |                                                |                                                |                                                |                                                |                                                |                                                |                                                |                                                |                                                |                                                |                                                |

## Serviços públicos

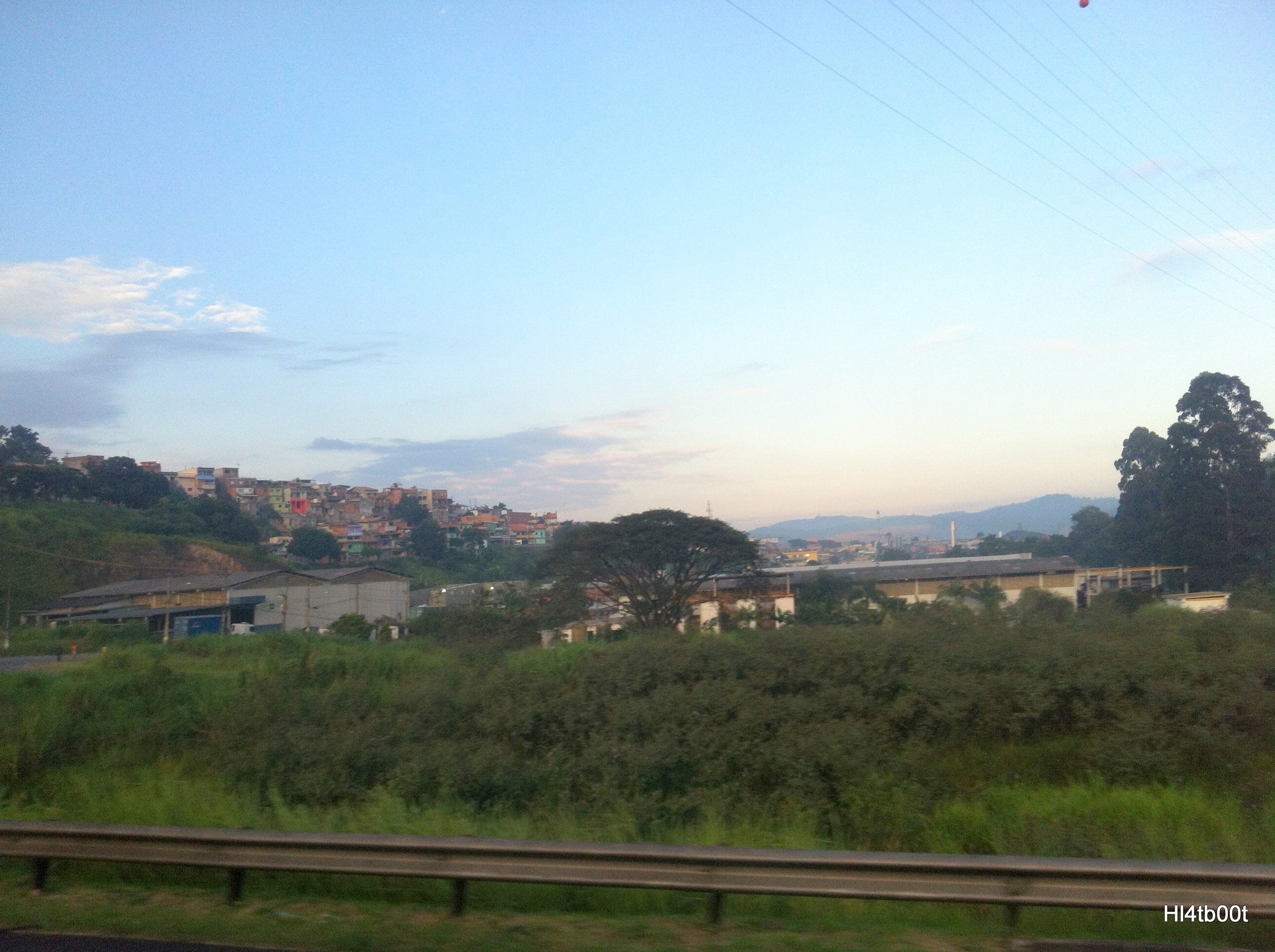
O distrito de Jordanésia visto da Rodovia dos Bandeirantes.

### Registro civil
Atualmente é feito no próprio distrito, pois o Cartório de Registro Civil das Pessoas Naturais ainda continua ativo.

### Saneamento
O serviço de abastecimento de água é feito pela Companhia de Saneamento Básico do Estado de São Paulo (SABESP).

### Energia
A responsável pelo abastecimento de energia elétrica é a Enel Distribuição São Paulo, antiga Eletropaulo.

### Telecomunicações
O sistema de telefones automáticos foi inaugurado no distrito em 1977 pela Telecomunicações de São Paulo (TELESP), que também implantou o sistema de discagem direta à distância (DDD) em 1980 com o código de área (011).

## Lazer

### Parque Cajamar Feliz
- Unidade Jordanésia: conta com quadra poliesportiva, pista de caminhada, campo de futebol society, pista de skate, playground, espaço PET, quadra de bocha, anfiteatro, piscinas e quiosques[21].

## Atividades econômicas

### Logística

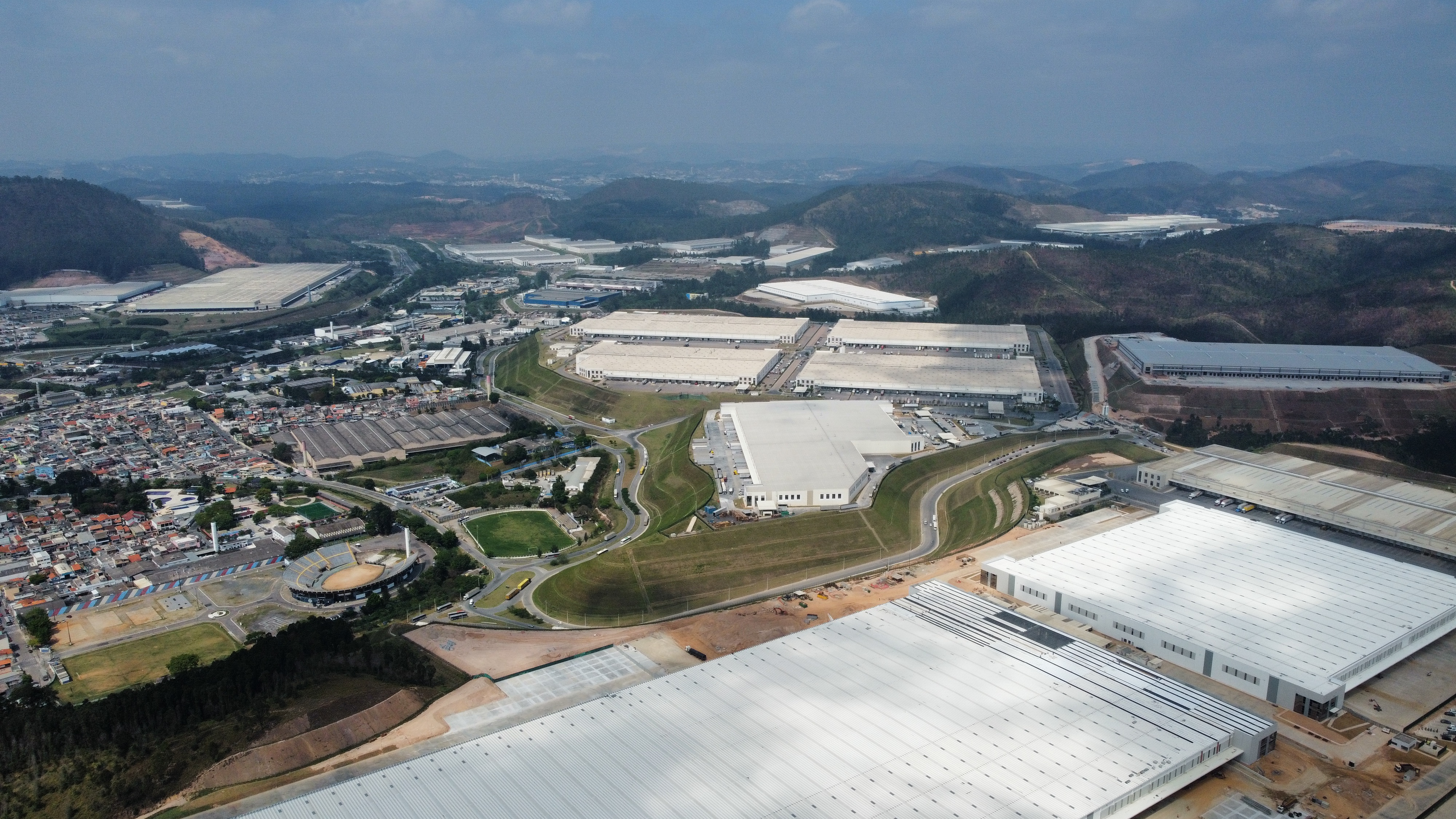
Galpões de centros de logística do distrito (2022).

Por estar localizado à poucos quilômetros da capital, com fácil acesso aos principais eixos rodoviários do estado, favorecendo a logística de distribuição de mercadorias, nos últimos anos vários centros de distribuição foram construídos em Jordanésia, gerando emprego e renda para a população local, entre eles:
- Mercado Livre[22][23]
- Amazon[24][25]
- Americanas S.A.[26]
- Cnova[27]
- Carrefour[28]
- Leroy Merlin[29]
- Assaí Atacadista[30]
- Zara[31]

Também foi inaugurado o CCL Cajamar, considerado o maior centro logístico da América Latina, com cerca de 524 mil m² de área construída.

## Religião
O Cristianismo se faz presente no distrito da seguinte forma:

### Igreja Católica
- A igreja faz parte da Diocese de Jundiaí[34].

### Igrejas Evangélicas
- Assembleia de Deus - O distrito possui congregação da Assembleia de Deus Ministério do Belém, Setor 35 - Cajamar[35][36].
- Congregação Cristã no Brasil[37].